# Polo aquático no Campeonato Mundial de Esportes Aquáticos de 2009 - Masculino
O torneio masculino de polo aquático no Campeonato Mundial de Esportes Aquáticos de 2009 em Roma foi disputado entre 20 de julho e 1 de agosto no Foro Italico.
O torneio foi composto por dezesseis seleções divididas em quatro grupos de quatro.

## Formato da disputa
Na primeira fase, as equipes enfrentam as outras equipes de seu grupo uma única vez. Ao final das três rodadas, a primeira colocada de cada grupo se classifica direto para as quartas-de-final. As equipes que ocuparem a segunda e a terceira posições disputarão as oitavas-de-final. A quarta colocada de cada grupo disputará do 13º ao 16º lugares.

## Primeira fase
Todas as partidas seguem o fuso horário de Roma (CEST).

### Grupo A
| Seleção           | J | V | E | D | GM | GS | +/- | Pts |
| ----------------- | - | - | - | - | -- | -- | --- | --- |
| HUN Hungria       | 3 | 2 | 1 | 0 | 37 | 18 | +19 | 5   |
| CAN Canadá        | 3 | 2 | 0 | 1 | 23 | 20 | +3  | 4   |
| GER Alemanha      | 3 | 1 | 1 | 1 | 25 | 16 | +9  | 3   |
| RSA África do Sul | 3 | 0 | 0 | 3 | 10 | 41 | -31 | 0   |

| 20 de julho de 2009 09:30 (Jogo 1) | súmula | África do Sul                              | 4–14 | Alemanha | Foro Italico Público: 400 |
| 20 de julho de 2009 09:30 (Jogo 1) | súmula | Pontuação por períodos: 1-4, 0-4, 2-3, 1-3 |      |          | Foro Italico Público: 400 |

| 20 de julho de 2009 10:50 (Jogo 2) | súmula | Canadá                                     | 6–15 | Hungria | Foro Italico Público: 550 |
| 20 de julho de 2009 10:50 (Jogo 2) | súmula | Pontuação por períodos: 1-4, 1-4, 3-5, 1-2 |      |         | Foro Italico Público: 550 |

| 22 de julho de 2009 18:20 (Jogo 14) | súmula | Hungria                                    | 7–7 | Alemanha | Foro Italico Público: 1300 |
| 22 de julho de 2009 18:20 (Jogo 14) | súmula | Pontuação por períodos: 2-3, 1-0, 2-1, 2-3 |     |          | Foro Italico Público: 1300 |

| 22 de julho de 2009 19:40 (Jogo 15) | súmula | África do Sul                              | 1–12 | Canadá | Foro Italico Público: 1900 |
| 22 de julho de 2009 19:40 (Jogo 15) | súmula | Pontuação por períodos: 1-2, 0-4, 0-1, 0-5 |      |        | Foro Italico Público: 1900 |

| 24 de julho de 2009 13:30 (Jogo 20) | súmula | África do Sul                              | 5–15 | Hungria | Foro Italico Público: 200 |
| 24 de julho de 2009 13:30 (Jogo 20) | súmula | Pontuação por períodos: 1-6, 1-3, 1-4, 2-2 |      |         | Foro Italico Público: 200 |

| 24 de julho de 2009 17:00 (Jogo 21) | súmula | Canadá                                     | 5–4 | Alemanha | Foro Italico Público: 600 |
| 24 de julho de 2009 17:00 (Jogo 21) | súmula | Pontuação por períodos: 1-1, 1-0, 1-0, 2-3 |     |          | Foro Italico Público: 600 |

### Grupo B
| Seleção        | J | V | E | D | GM | GS | +/- | Pts |
| -------------- | - | - | - | - | -- | -- | --- | --- |
| CRO Croácia    | 3 | 3 | 0 | 0 | 37 | 12 | +25 | 6   |
| MNE Montenegro | 3 | 2 | 0 | 1 | 38 | 20 | +18 | 4   |
| CHN China      | 3 | 1 | 0 | 2 | 18 | 34 | -16 | 2   |
| BRA Brasil     | 3 | 0 | 0 | 3 | 12 | 39 | -27 | 0   |

| 20 de julho de 2009 12:10 (Jogo 3) | súmula | Montenegro                                 | 14–4 | China | Foro Italico Público: 250 |
| 20 de julho de 2009 12:10 (Jogo 3) | súmula | Pontuação por períodos: 4-1, 3-2, 3-1, 4-0 |      |       | Foro Italico Público: 250 |

| 20 de julho de 2009 13:30 (Jogo 4) | súmula | Croácia                                    | 11–2 | Brasil | Foro Italico Público: 200 |
| 20 de julho de 2009 13:30 (Jogo 4) | súmula | Pontuação por períodos: 1-0, 3-0, 3-1, 4-1 |      |        | Foro Italico Público: 200 |

| 22 de julho de 2009 09:30 (Jogo 9) | súmula | Brasil                                     | 5–9 | China | Foro Italico Público: 200 |
| 22 de julho de 2009 09:30 (Jogo 9) | súmula | Pontuação por períodos: 0-1, 3-2, 0-3, 3-2 |     |       | Foro Italico Público: 200 |

| 22 de julho de 2009 10:50 (Jogo 10) | súmula | Montenegro                                 | 5–11 | Croácia | Foro Italico Público: 400 |
| 22 de julho de 2009 10:50 (Jogo 10) | súmula | Pontuação por períodos: 2-4, 2-2, 0-5, 1-0 |      |         | Foro Italico Público: 400 |

| 24 de julho de 2009 18:20 (Jogo 22) | súmula | Montenegro                                 | 19–5 | Brasil | Foro Italico Público: 1200 |
| 24 de julho de 2009 18:20 (Jogo 22) | súmula | Pontuação por períodos: 4-1, 6-0, 6-3, 3-1 |      |        | Foro Italico Público: 1200 |

| 24 de julho de 2009 19:40 (Jogo 23) | súmula | Croácia                                    | 15–5 | China | Foro Italico Público: 2000 |
| 24 de julho de 2009 19:40 (Jogo 23) | súmula | Pontuação por períodos: 3-2, 4-1, 5-0, 3-2 |      |       | Foro Italico Público: 2000 |

### Grupo C
| Seleção         | J | V | E | D | GM | GS | +/- | Pts |
| --------------- | - | - | - | - | -- | -- | --- | --- |
| ESP Espanha     | 3 | 3 | 0 | 0 | 35 | 24 | +11 | 6   |
| SRB Sérvia      | 3 | 1 | 1 | 1 | 37 | 22 | +15 | 3   |
| AUS Austrália   | 3 | 1 | 1 | 1 | 32 | 28 | +4  | 3   |
| KAZ Cazaquistão | 3 | 0 | 0 | 3 | 15 | 45 | -30 | 0   |

| 20 de julho de 2009 17:00 (Jogo 5) | súmula | Cazaquistão                                | 7–14 | Austrália | Foro Italico Público: 650 |
| 20 de julho de 2009 17:00 (Jogo 5) | súmula | Pontuação por períodos: 1-4, 2-4, 1-3, 3-3 |      |           | Foro Italico Público: 650 |

| 20 de julho de 2009 18:20 (Jogo 6) | súmula | Sérvia                                     | 9–11 | Espanha | Foro Italico Público: 2000 |
| 20 de julho de 2009 18:20 (Jogo 6) | súmula | Pontuação por períodos: 1-3, 2-1, 3-2, 3-5 |      |         | Foro Italico Público: 2000 |

| 22 de julho de 2009 12:10 (Jogo 11) | súmula | Espanha                                    | 13–10 | Austrália | Foro Italico Público: 500 |
| 22 de julho de 2009 12:10 (Jogo 11) | súmula | Pontuação por períodos: 3-2, 3-2, 5-2, 2-4 |       |           | Foro Italico Público: 500 |

| 22 de julho de 2009 13:30 (Jogo 12) | súmula | Cazaquistão                                | 3–20 | Sérvia | Foro Italico Público: 150 |
| 22 de julho de 2009 13:30 (Jogo 12) | súmula | Pontuação por períodos: 1-4, 1-7, 1-3, 0-6 |      |        | Foro Italico Público: 150 |

| 24 de julho de 2009 09:30 (Jogo 17) | súmula | Cazaquistão                                | 5–11 | Espanha | Foro Italico Público: 300 |
| 24 de julho de 2009 09:30 (Jogo 17) | súmula | Pontuação por períodos: 1-4, 0-2, 1-2, 3-3 |      |         | Foro Italico Público: 300 |

| 24 de julho de 2009 10:50 (Jogo 18) | súmula | Sérvia                                     | 8–8 | Austrália | Foro Italico Público: 500 |
| 24 de julho de 2009 10:50 (Jogo 18) | súmula | Pontuação por períodos: 2-1, 1-2, 3-4, 2-1 |     |           | Foro Italico Público: 500 |

### Grupo D
| Seleção                | J | V | E | D | GM | GS | +/- | Pts |
| ---------------------- | - | - | - | - | -- | -- | --- | --- |
| USA Estados Unidos     | 3 | 3 | 0 | 0 | 29 | 19 | +10 | 6   |
| ROU Romênia            | 3 | 2 | 0 | 1 | 17 | 16 | +1  | 4   |
| ITA Itália             | 3 | 1 | 0 | 2 | 25 | 20 | +5  | 2   |
| MKD Macedônia do Norte | 3 | 0 | 0 | 3 | 15 | 31 | -16 | 0   |

| 20 de julho de 2009 19:40 (Jogo 7) | súmula | Macedônia                                  | 4–6 | Roménia | Foro Italico Público: 2000 |
| 20 de julho de 2009 19:40 (Jogo 7) | súmula | Pontuação por períodos: 1-1, 2-2, 0-3, 1-0 |     |         | Foro Italico Público: 2000 |

| 20 de julho de 2009 21:00 (Jogo 8) | súmula | Estados Unidos                             | 9–8 | Itália | Foro Italico Público: 5400 |
| 20 de julho de 2009 21:00 (Jogo 8) | súmula | Pontuação por períodos: 3-2, 2-1, 1-2, 3-3 |     |        | Foro Italico Público: 5400 |

| 22 de julho de 2009 17:00 (Jogo 13) | súmula | Estados Unidos                             | 13–6 | Macedônia | Foro Italico Público: 1200 |
| 22 de julho de 2009 17:00 (Jogo 13) | súmula | Pontuação por períodos: 3-0, 5-2, 3-2, 2-2 |      |           | Foro Italico Público: 1200 |

| 22 de julho de 2009 21:00 (Jogo 16) | súmula | Romênia                                    | 6–5 | Itália | Foro Italico Público: 5300 |
| 22 de julho de 2009 21:00 (Jogo 16) | súmula | Pontuação por períodos: 1-2, 2-1, 1-2, 2-0 |     |        | Foro Italico Público: 5300 |

| 24 de julho de 2009 12:10 (Jogo 19) | súmula | Estados Unidos                             | 7–5 | Roménia | Foro Italico Público: 500 |
| 24 de julho de 2009 12:10 (Jogo 19) | súmula | Pontuação por períodos: 1-2, 2-0, 2-2, 2-1 |     |         | Foro Italico Público: 500 |

| 24 de julho de 2009 21:00 (Jogo 24) | súmula | Macedônia                                  | 5–12 | Itália | Foro Italico Público: 5400 |
| 24 de julho de 2009 21:00 (Jogo 24) | súmula | Pontuação por períodos: 2-3, 0-3, 3-3, 0-3 |      |        | Foro Italico Público: 5400 |

## Segunda fase
|  | Play-off            | Play-off            |                     |                     | Quartas-de-final    | Quartas-de-final    |                     |                     | Semifinal           | Semifinal |  |  | Final | Final |
|  |                     |                     |                     |                     |                     |                     |                     |                     |                     |           |  |  |       |       |
|  |                     |                     |                     |                     | 28 de julho - 14:00 |                     |                     |                     |                     |           |  |  |       |       |
|  | 26 de julho - 21:00 |                     |                     |                     |                     |                     |                     |                     |                     |           |  |  |       |       |
|  | HUN Hungria         | 9                   |                     |                     |                     |                     |                     |                     |                     |           |  |  |       |       |
|  | HUN Hungria         | 9                   | SRB Sérvia          | 7                   | 30 de julho - 16:50 | 30 de julho - 16:50 |                     |                     |                     |           |  |  |       |       |
|  |                     | SRB Sérvia          | SRB Sérvia          | 7                   | 30 de julho - 16:50 | 30 de julho - 16:50 | 10                  |                     |                     |           |  |  |       |       |
|  | ITA Itália          | SRB Sérvia          | 5                   |                     | SRB Sérvia          | 12                  | 10                  |                     |                     |           |  |  |       |       |
|  | ITA Itália          | 28 de julho - 15:20 | 5                   |                     | SRB Sérvia          | 12                  |                     |                     |                     |           |  |  |       |       |
|  | 26 de julho - 16:50 | 26 de julho - 16:50 |                     | CRO Croácia         | 11                  |                     |                     |                     |                     |           |  |  |       |       |
|  | 26 de julho - 16:50 | 26 de julho - 16:50 | CRO Croácia         | CRO Croácia         | 11                  | 7                   |                     |                     |                     |           |  |  |       |       |
|  | AUS Austrália       | 5                   | CRO Croácia         |                     |                     | 7                   | 1 de agosto - 21:00 | 1 de agosto - 21:00 |                     |           |  |  |       |       |
|  | AUS Austrália       | 5                   |                     | ROU Romênia         | 5                   |                     | 1 de agosto - 21:00 | 1 de agosto - 21:00 |                     |           |  |  |       |       |
|  | ROU Romênia         | 7                   |                     | ROU Romênia         | 5                   | SRB Sérvia          | 14                  |                     |                     |           |  |  |       |       |
|  | ROU Romênia         | 7                   | 28 de julho - 21:00 |                     |                     | SRB Sérvia          | 14                  |                     |                     |           |  |  |       |       |
|  | 26 de julho - 11:40 | 26 de julho - 11:40 |                     | ESP Espanha         | 13                  |                     |                     |                     |                     |           |  |  |       |       |
|  | 26 de julho - 11:40 | 26 de julho - 11:40 | ESP Espanha         | ESP Espanha         | 13                  | 11                  |                     |                     |                     |           |  |  |       |       |
|  | CAN Canadá          | 9                   | ESP Espanha         | 30 de julho - 21:00 | 30 de julho - 21:00 | 11                  |                     |                     |                     |           |  |  |       |       |
|  | CAN Canadá          | 9                   |                     | 30 de julho - 21:00 | 30 de julho - 21:00 | CAN Canadá          | 4                   |                     |                     |           |  |  |       |       |
|  | CHN China           | 5                   |                     | ESP Espanha         | 7                   | CAN Canadá          | 4                   | Disputa do 3º lugar | Disputa do 3º lugar |           |  |  |       |       |
|  | CHN China           | 5                   | 28 de julho - 15:20 | ESP Espanha         | 7                   |                     |                     | Disputa do 3º lugar | Disputa do 3º lugar |           |  |  |       |       |
|  | 26 de julho - 15:30 | 26 de julho - 15:30 |                     | USA Estados Unidos  | 6                   |                     | 1 de agosto - 16:00 | 1 de agosto - 16:00 |                     |           |  |  |       |       |
|  | 26 de julho - 15:30 | 26 de julho - 15:30 | USA Estados Unidos  | USA Estados Unidos  | 6                   | 8                   | 1 de agosto - 16:00 | 1 de agosto - 16:00 |                     |           |  |  |       |       |
|  | GER Alemanha        | 9                   | USA Estados Unidos  |                     |                     | 8                   | CRO Croácia         | 8                   |                     |           |  |  |       |       |
|  | GER Alemanha        | 9                   |                     | GER Alemanha        | 5                   |                     | CRO Croácia         | 8                   |                     |           |  |  |       |       |
|  | MNE Montenegro      | 8                   |                     | GER Alemanha        | 5                   | USA Estados Unidos  | 6                   |                     |                     |           |  |  |       |       |
|  | MNE Montenegro      | 8                   |                     |                     |                     | USA Estados Unidos  | 6                   |                     |                     |           |  |  |       |       |

Decisão do 5º ao 8º lugares
|  | Decisão do 5º ao 8º lugares | Decisão do 5º ao 8º lugares |   |                     | Decisão do 5º lugar | Decisão do 5º lugar |  |
|  |                             |                             |   |                     |                     |                     |  |
|  | 30 de julho - 11:40         |                             |   |                     |                     |                     |  |
|  | HUN Hungria                 | 13                          |   |                     |                     |                     |  |
|  | ROU Romênia                 | 8                           |   |                     |                     |                     |  |
|  |                             |                             |   |                     |                     |                     |  |
|  |                             |                             |   |                     | 1 de agosto - 10:40 |                     |  |
|  |                             |                             |   |                     | HUN Hungria         | 9                   |  |
|  |                             | GER Alemanha                | 6 |                     |                     |                     |  |
|  |                             |                             |   |                     |                     |                     |  |
|  |                             |                             |   |                     |                     |                     |  |
|  |                             |                             |   |                     | Decisão do 7º lugar |                     |  |
|  | 30 de julho - 15:30         | 30 de julho - 15:30         |   | 1 de agosto - 09:00 | 1 de agosto - 09:00 |                     |  |
|  | CAN Canadá                  | 5                           |   | ROU Romênia         | 9                   |                     |  |
|  | GER Alemanha                | 9                           |   |                     | CAN Canadá          | 6                   |  |

Decisão do 9º ao 12º lugares
|  | Decisão do 9º ao 12º lugares | Decisão do 9º ao 12º lugares |   |                     | Decisão do 9º lugar  | Decisão do 9º lugar |  |
|  |                              |                              |   |                     |                      |                     |  |
|  | 28 de julho - 11:20          |                              |   |                     |                      |                     |  |
|  | CHN China                    | 5                            |   |                     |                      |                     |  |
|  | MNE Montenegro               | 13                           |   |                     |                      |                     |  |
|  |                              |                              |   |                     |                      |                     |  |
|  |                              |                              |   |                     | 30 de julho - 10:20  |                     |  |
|  |                              |                              |   |                     | MNE Montenegro       | 8                   |  |
|  |                              | AUS Austrália                | 7 |                     |                      |                     |  |
|  |                              |                              |   |                     |                      |                     |  |
|  |                              |                              |   |                     |                      |                     |  |
|  |                              |                              |   |                     | Decisão do 11º lugar |                     |  |
|  | 28 de julho - 12:40          | 28 de julho - 12:40          |   | 30 de julho - 09:00 | 30 de julho - 09:00  |                     |  |
|  | ITA Itália                   | 6                            |   | CHN China           | 7                    |                     |  |
|  | AUS Austrália                | 8                            |   |                     | ITA Itália           | 14                  |  |

Decisão do 13º ao 16º lugares
|  | Decisão do 13º ao 16º lugares | Decisão do 13º ao 16º lugares |    |                     | Decisão do 13º lugar | Decisão do 13º lugar |  |
|  |                               |                               |    |                     |                      |                      |  |
|  | 26 de julho - 09:00           |                               |    |                     |                      |                      |  |
|  | RSA África do Sul             | 7                             |    |                     |                      |                      |  |
|  | BRA Brasil                    | 8                             |    |                     |                      |                      |  |
|  |                               |                               |    |                     |                      |                      |  |
|  |                               |                               |    |                     | 28 de julho - 10:00  |                      |  |
|  |                               |                               |    |                     | BRA Brasil           | 16                   |  |
|  |                               | MKD Macedônia do Norte        | 15 |                     |                      |                      |  |
|  |                               |                               |    |                     |                      |                      |  |
|  |                               |                               |    |                     |                      |                      |  |
|  |                               |                               |    |                     | Decisão do 15º lugar |                      |  |
|  | 26 de julho - 10:20           | 26 de julho - 10:20           |    | 28 de julho - 08:40 | 28 de julho - 08:40  |                      |  |
|  | KAZ Cazaquistão               | 4                             |    | RSA África do Sul   | 6                    |                      |  |
|  | MKD Macedônia do Norte        | 11                            |    |                     | KAZ Cazaquistão      | 5                    |  |

### Disputa do 13º ao 16º lugares
| 26 de julho de 2009 09:00 (Jogo 25) | súmula | África do Sul 4ºA                          | 7–8 | 4ºB Brasil | Foro Italico Público: 150 |
| 26 de julho de 2009 09:00 (Jogo 25) | súmula | Pontuação por períodos: 3-3, 1-2, 2-2, 1-1 |     |            | Foro Italico Público: 150 |

| 26 de julho de 2009 10:20 (Jogo 26) | súmula | Cazaquistão 4°C                            | 4–11 | 4ºD Macedônia do Norte | Foro Italico Público: 250 |
| 26 de julho de 2009 10:20 (Jogo 26) | súmula | Pontuação por períodos: 1-3, 2-4, 0-1, 1-3 |      |                        | Foro Italico Público: 250 |

### Oitavas-de-final
| 26 de julho de 2009 11:40 (Jogo 27) | súmula | Canadá 2ºA                                 | 9–5 | 3ºB China | Foro Italico Público: 400 |
| 26 de julho de 2009 11:40 (Jogo 27) | súmula | Pontuação por períodos: 2-1, 2-0, 3-2, 2-2 |     |           | Foro Italico Público: 400 |

| 26 de julho de 2009 15:30 (Jogo 28) | súmula | Alemanha 3ºA                                                     | 9–8 | 2ºB Montenegro | Foro Italico Público: 1200 |
| 26 de julho de 2009 15:30 (Jogo 28) | súmula | Pontuação por períodos: 3-3, 1-2, 2-2, 2-1 Tempo extra: 1-0, 0-0 |     |                | Foro Italico Público: 1200 |

| 26 de julho de 2009 16:50 (Jogo 29) | súmula | Austrália 2°C                              | 5–7 | 3ºD Roménia | Foro Italico Público: 1000 |
| 26 de julho de 2009 16:50 (Jogo 29) | súmula | Pontuação por períodos: 1-2, 1-1, 1-2, 2-2 |     |             | Foro Italico Público: 1000 |

| 26 de julho de 2009 21:00 (Jogo 30) | súmula | Sérvia 3°C                                 | 7–5 | 2ºD Itália | Foro Italico Público: 5300 |
| 26 de julho de 2009 21:00 (Jogo 30) | súmula | Pontuação por períodos: 1-1, 3-2, 2-1, 1-1 |     |            | Foro Italico Público: 5300 |

### Decisão do 15º lugar
| 28 de julho de 2009 08:40 (Jogo 31) | súmula | África do Sul P 25                         | 6–5 | P 26 Cazaquistão | Foro Italico Público: 100 |
| 28 de julho de 2009 08:40 (Jogo 31) | súmula | Pontuação por períodos: 1-2, 3-1, 2-1, 0-1 |     |                  | Foro Italico Público: 100 |

### Decisão do 13º lugar
| 28 de julho de 2009 10:00 (Jogo 32) | súmula | Brasil V 25                                                                      | 16–15 | V 26 Macedônia do Norte | Foro Italico Público: 150 |
| 28 de julho de 2009 10:00 (Jogo 32) | súmula | Pontuação por períodos: 0-2, 6-2, 3-4, 2-3 Tempo extra: 1-0, 0-1 . Pênaltis: 4-3 |       |                         | Foro Italico Público: 150 |

### Disputa do 9º ao 12º lugares
| 28 de julho de 2009 11:20 (Jogo 33) | súmula | China P 27                                 | 5–13 | P 28 Montenegro | Foro Italico Público: 500 |
| 28 de julho de 2009 11:20 (Jogo 33) | súmula | Pontuação por períodos: 1-2, 0-2, 1-5, 3-4 |      |                 | Foro Italico Público: 500 |

| 28 de julho de 2009 12:40 (Jogo 34) | súmula | Itália P 29                                | 6–8 | P 30 Austrália | Foro Italico Público: 600 |
| 28 de julho de 2009 12:40 (Jogo 34) | súmula | Pontuação por períodos: 2-2, 1-1, 2-3, 1-2 |     |                | Foro Italico Público: 600 |

### Quartas-de-final
| 28 de julho de 2009 14:00 (Jogo 35) | súmula | Hungria 1ºA                                                      | 9–10 | V 29 Sérvia | Foro Italico Público: 2000 |
| 28 de julho de 2009 14:00 (Jogo 35) | súmula | Pontuação por períodos: 2-4, 1-1, 4-2, 1-1 Tempo extra: 1-1, 0-1 |      |             | Foro Italico Público: 2000 |

| 28 de julho de 2009 15:20 (Jogo 38) | súmula | Estados Unidos 1ºD                         | 8–5 | V 28 Alemanha | Foro Italico Público: 1000 |
| 28 de julho de 2009 15:20 (Jogo 38) | súmula | Pontuação por períodos: 1-2, 1-0, 5-1, 1-2 |     |               | Foro Italico Público: 1000 |

| 28 de julho de 2009 16:40 (Jogo 36) | súmula | Croácia 1ºB                                | 7–5 | V 30 Roménia | Foro Italico Público: 400 |
| 28 de julho de 2009 16:40 (Jogo 36) | súmula | Pontuação por períodos: 2-0, 1-1, 2-1, 2-3 |     |              | Foro Italico Público: 400 |

| 28 de julho de 2009 16:40 (Jogo 37) | súmula | Espanha 1°C                                | 11–4 | V 27 Canadá | Foro Italico Público: 2000 |
| 28 de julho de 2009 16:40 (Jogo 37) | súmula | Pontuação por períodos: 1-2, 1-2, 6-0, 3-0 |      |             | Foro Italico Público: 2000 |

### Decisão do 11º lugar
| 30 de julho de 2009 09:00 (Jogo 39) | súmula | China P 33                                 | 7–14 | P 34 Itália | Foro Italico Público: 600 |
| 30 de julho de 2009 09:00 (Jogo 39) | súmula | Pontuação por períodos: 2-4, 2-2, 1-5, 2-3 |      |             | Foro Italico Público: 600 |

### Decisão do 9º lugar
| 30 de julho de 2009 10:20 (Jogo 40) | súmula | Montenegro V 33                            | 8–7 | V 34 Itália | Foro Italico Público: 600 |
| 30 de julho de 2009 10:20 (Jogo 40) | súmula | Pontuação por períodos: 1-3, 2-1, 1-2, 4-1 |     |             | Foro Italico Público: 600 |

### Disputa do 5º ao 8º lugares
| 30 de julho de 2009 11:40 (Jogo 41) | súmula | Hungria P 35                               | 13–8 | P 36 Roménia | Foro Italico Público: 400 |
| 30 de julho de 2009 11:40 (Jogo 41) | súmula | Pontuação por períodos: 3-1, 3-3, 4-2, 3-2 |      |              | Foro Italico Público: 400 |

| 30 de julho de 2009 15:30 (Jogo 42) | súmula | Canadá P 37                                | 5–9 | P 38 Alemanha | Foro Italico Público: 800 |
| 30 de julho de 2009 15:30 (Jogo 42) | súmula | Pontuação por períodos: 0-2, 1-1, 1-3, 3-3 |     |               | Foro Italico Público: 800 |

### Semifinais
| 30 de julho de 2009 16:50 (Jogo 43) | súmula | Sérvia V 35                                | 12–11 | V 36 Croácia | Foro Italico Público: 2500 |
| 30 de julho de 2009 16:50 (Jogo 43) | súmula | Pontuação por períodos: 4-3, 3-3, 3-3, 2-2 |       |              | Foro Italico Público: 2500 |

| 30 de julho de 2009 21:00 (Jogo 44) | súmula | Espanha V 37                               | 7–6 | V 38 Estados Unidos | Foro Italico Público: 3000 |
| 30 de julho de 2009 21:00 (Jogo 44) | súmula | Pontuação por períodos: 1-2, 3-2, 1-1, 2-1 |     |                     | Foro Italico Público: 3000 |

### Decisão do 7º lugar
| 1 de agosto de 2009 09:00 (Jogo 45) | súmula | Romênia P 41                               | 9–6 | P 42 Canadá | Foro Italico Público: 400 |
| 1 de agosto de 2009 09:00 (Jogo 45) | súmula | Pontuação por períodos: 2-1, 1-1, 3-3, 3-1 |     |             | Foro Italico Público: 400 |

### Decisão do 5º lugar
| 1 de agosto de 2009 10:40 (Jogo 46) | súmula | Hungria V 41                               | 9–6 | V 42 Alemanha | Foro Italico Público: 600 |
| 1 de agosto de 2009 10:40 (Jogo 46) | súmula | Pontuação por períodos: 4-1, 1-0, 3-1, 1-4 |     |               | Foro Italico Público: 600 |

### Decisão do 3º lugar
| 1 de agosto de 2009 16:00 (Jogo 47) | súmula | Croácia P 43                               | 8–6 | P 44 Estados Unidos | Foro Italico Público: 2000 |
| 1 de agosto de 2009 16:00 (Jogo 47) | súmula | Pontuação por períodos: 2-3, 1-1, 2-0, 3-2 |     |                     | Foro Italico Público: 2000 |

### Final
| 1 de agosto de 2009 21:00 (Jogo 48) | súmula | Sérvia V 43                                                                      | 14–13 | V 44 Espanha | Foro Italico Público: 5400 |
| 1 de agosto de 2009 21:00 (Jogo 48) | súmula | Pontuação por períodos: 3-2, 0-0, 1-2, 2-2 Tempo extra: 1-1, 0-0 . Pênaltis: 7-6 |       |              | Foro Italico Público: 5400 |

## Classificação final
Após 48 jogos:
| Pos.              | País                   |
| ----------------- | ---------------------- |
| Medalha de ouro   | SRB Sérvia             |
| Medalha de prata  | ESP Espanha            |
| Medalha de bronze | CRO Croácia            |
| 4                 | USA Estados Unidos     |
| 5                 | HUN Hungria            |
| 6                 | GER Alemanha           |
| 7                 | ROU Romênia            |
| 8                 | CAN Canadá             |
| 9                 | MNE Montenegro         |
| 10                | AUS Austrália          |
| 11                | ITA Itália             |
| 12                | CHN China              |
| 13                | BRA Brasil             |
| 14                | MKD Macedônia do Norte |
| 15                | RSA África do Sul      |
| 16                | KAZ Cazaquistão        |

## Premiações
Foram concedidos os seguintes prêmios:
| Artilheiro - SRB Filip Filopvic (20 gols) Melhor goleiro - ITA Stefano Tempesti Melhor jogador (MVP) - SRB Vanja Udovicic | Seleção do campeonato - ITA Stefano Tempesti - USA Jeff Powers - SRB Vanja Udovicic - SRB Filip Filopovic - ESP Xavier Garcia - CRO Miho Boskovic - MNE Nikola Janovic |